# Regimentskommandeur

Kommandozeichen eines Regimentskommandeurs der Bundeswehr (Infanterie)

Der Regimentskommandeur (RgtKdr) bezeichnet in der Bundeswehr die Dienststellung des höchsten Disziplinarvorgesetzten nach § 1 Vorgesetztenverordnung (VorgV) eines Regimentes. 

## Stellung
Er oder sie steht als Oberst / Kapitän zur See an der Spitze der Dienstgradgruppe der Stabsoffiziere. Der Kommodore der Luftwaffe (Bundeswehr) entspricht dem Regimentskommandeur. Im Rahmen seiner Aufgaben wird er regelmäßig durch den Stellvertretenden Regimentskommandeur (StvRgtKdr) vertreten, der zumeist auch die Funktion eines Kasernenkommandanten innehat. Zu seinen Aufgaben gehören:
- Regelung der Vertretung des Disziplinarvorgesetzten einer ihm unterstellen Einheit.
- Überwachung der militärischen Ausbildung der ihm unterstellten Einheiten.
- Wachvorgesetzter der militärischen oder zivilen Wache einer oder mehrerer Kasernen, wenn der Regimentskommandeur gleichzeitig Kasernenkommandant ist.

## Bezeichnung in anderen Streitkräften
- Die NATO-Bezeichnung für Regimentskommandeur ist Commanding Officer (CO) oder Commander
- Im Österreichischen Bundesheer und in der Schweizer Armee heißt die Dienststellung Regimentskommandant.